# Kosorowice
Kosorowice (dodatkowa nazwa w j. niem. Kossorowitz) – wieś w Polsce, położona w województwie opolskim, w powiecie opolskim, w gminie Tarnów Opolski.

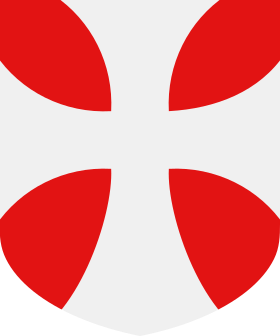
Herb miejscowości Kosorowice od 2024r.

W latach 1975–1998 miejscowość należała administracyjnie do województwa opolskiego.
W miejscowości znajdują się m.in.: kościół parafialny pw. św. Jana Nepomucena, szkoła podstawowa (klasy I-III, dalsza edukację uczniowie kontynuują w szkole podstawowej i gimnazjum w Tarnowie Opolskim) oraz remiza OSP, znajdująca się w KSRG.
Na terenie miejscowości działa mechaniczno-biologiczna oczyszczalnia ścieków, do której odprowadzane są ścieki sanitarne. Oczyszczone ścieki są zrzucane do kolektora, odprowadzającego czyste wody z odwadniania kopalni zakładów wapienniczych, płynące rzeką Strugą. Oczyszczalnia obsługuje gminy Tarnów Opolski i Izbicko.
Na skraju wsi znajduje się ponor w wapieniach triasu

## Nazwa
Nazwa wsi pochodzi od polskiego określenia na narzędzie gospodarcze do ścinania traw "kosy". Niemiecki językoznawca Heinrich Adamy w swoim dziele o nazwach miejscowości na Śląsku wydanym w 1888 roku we Wrocławiu wymienia pierwotną nazwę wsi jako Kosorowice podając jej znaczenie "Sensenfeld" czyli "wykoszone pole". Nazwa wsi została później fonetycznie zgermanizowana na Kossorowitz i utraciła swoje pierwotne znaczenie.
W alfabetycznym spisie miejscowości na terenie Śląska wydanym w 1830 roku we Wrocławiu przez Johanna Knie wieś występuje pod polską nazwą Kosorowic oraz zgermanizowaną Kossorowitz.

## Historia
Istnieją podania ludowe o książęcym zamku niedaleko Kosorowic. Podczas polowania księżna zgubiła bransoletkę, a uczciwym znalazcą był chłop z Kosorowic, któremu mieszkańcy zawdzięczają uwolnienie od pańszczyzny. Później był też wyróżniony kmieć nazwiskiem Gołąb, któremu książę podarował część lasu.
Podanie to ma cechy prawdopodobieństwa, gdyż jest ono potwierdzone w Urbarzu z 1618 r.; według Urbarza mieszkańcy Kosorowic mieli prawo do użytkowania Tarnowca (później nieistniejącego). Wolni byli ponadto od pańszczyzny, na podstawie przywileju z 1446 r wydanego przez Mikołaja I Opolskiego, odnowionego w 1658 r. przez burmistrza opolskiego Stenzela Sarcandera.
Z racji tego, że Mikołaj I Opolski był lennikiem Czeskim oraz znany był między innymi z tego, że w 1466 roku próbował pogodzić husytów z mieszczanami Wrocławskimi oraz Papieżem Pawłem III niektórzy podejrzewają, że przyznanie przywileju mieszkańcom Kosorowic może być związane właśnie z próbą pogodzenia się z husytami. Brak jednak na to jednoznacznych dowodów, co sprawia, że argument ten pozostaje jedynie w sferze domysłów.
W 1618 r. w miejscowości mieszkało 11 kmieci, 6 zagrodników i chałupników z rodzinami. W 1829 r. na terenie Kosorowic znajdowało się 49 budynków, w 1844 r. było 61 domów, w 1861 r. 54 domy mieszkalne i 30 gospodarstw. W 1852 r. prawie wszystkie zabudowania w miejscowości spłonęły. W 1863 r. w Kosorowicach odnotowano: 2 kowali, krawca, stolarza, szewca i murarzy.
W sierpniu 1920 r., w czasie II powstania górnośląskiego, w okolicach Kosorowic i Tarnowa wyznaczono jeden z punktów zbornych powstańców pow. opolskiego. We wsi doszło do wymiany ognia z "zielonkami", czyli policją Sipo. W potyczce stoczonej w samym centrum osady poległ młody powstaniec Pawleta ze wsi Przywory. 
W plebiscycie górnośląskim (20 marca 1921 r.) zdecydowane zwycięstwo we wsi odniosła Polska. Miejscowi peowiacy opanowali Kosorowice w maju 1921 r. w trakcie III powstania górnośląskiego. Utworzono tu wówczas polską straż obywatelską. Po podziale Górnego Śląska miejscowość pozostała w Niemczech i w latach 1936-1945 nosiła nazwę Grasen.
Miejscowość należała administracyjnie do parafii w Tarnowie Opolskim i tam też uczniowie uczęszczali do szkoły. W 1930 r. w Kosorowicach znajdowały się: 2 warsztaty kowalskie, 2 karczmy, sklep towarów mieszanych, warsztat stolarski, sklep kolonialny i piekarnia, działali też: krawiec i 2 rzeźników.
Na przestrzeni lat liczba mieszkańców miejscowości kształtowała się następująco: 1783 r. – 223, 1855 r. – 354, 1900 r. – 531, 1939 r. – 687.